# 촐리구

촐리구의 위치

촐리구(영어: Borough of Chorley)는 잉글랜드 랭커셔주에 위치한 비도시 자치구로 중심 도시는 촐리이며 인구는 111,607명(2014년 기준), 면적은 202.8km2이다.